# Église Notre-Dame-de-la-Nativité d'Upaix
Pour les articles homonymes, voir Église Notre-Dame-de-la-Nativité.
L’église Notre-Dame-de-la-Nativité d'Upaix, anciennement église Notre-Dame-de-Bellevue, est un édifice religieux catholique situé dans les Hautes-Alpes, sur la commune d'Upaix.

## Historique
Construite à l'extérieur de l'ancienne enceinte du village, cette église, inscrite monument historique depuis 1947, fut bâtie sur un talus avec une nef unique de 23 mètres sur 7,50 mètres. L'édifice, reconstruit au XVIIe siècle, est restauré en 2001.

## Description architecturale
Du XIVe siècle reste un chœur carré plus étroit, voûté en berceau brisé et la base du clocher. À l'intérieur, on trouve des chapelles latérales, un grand retable en bois polychrome et or dans le chœur (portant les armoiries de Caritat de Condorcet, évêque de Gap de 1741 à 1754) et un tableau de 1637 représentant la prière d'André et Jacques d'Amat qui ornait la chapelle seigneuriale. De nombreux objets situés à l'intérieur de l'église sont répertoriés dans la base Palissy du Ministère de la Culture.